# Стыцковский, Юрий Альфредович
Ю́рий Альфре́дович Стыцко́вский (укр. Юрій Альфредович Стицьковський; род. 19 августа 1962, Одесса) — советский и украинский актёр, кинорежиссёр, сценарист, продюсер, комик и телеведущий. Бывший актёр комик-группы «Маски»; руководитель и ведущий юмористической программы «Каламбур» (1996—2001).

## Биография
Родился 19 августа 1962 года в Одессе. 
Мама — Людмила Кирилловна Стыцковская (в девичестве Караманова или Караманян). Отец — Альфред Максимович Стыцковский.
Окончил среднюю школу с золотой медалью, затем Одесский политехнический институт по специальности «акустика» с красным дипломом. После института занимался разработкой компьютерных программ психологической поддержки. Затем Юрий работал в Ильичёвском морском порту и хотел ходить в плавания.
Однажды Стыцковский отправился в Ленинград вместе со своими друзьями (в будущем — актёрами) Алексеем Агопьяном и Дмитрием Шевченко, где поступил в ЛГИТМиК. Не подавая документов в приёмную комиссию, прошёл три тура собеседований, после чего официально изъявил желание обучаться по специальности «режиссёр эстрады». Окончив театральный вуз, вернулся в Одессу, где с артистами-однокурсниками открыл свой театр. Репертуар был составлен из музыкально-романтических спектаклей. В 1990 году неудачи не дали проекту развиться. Юрию поступали творческие предложения из-за границы, но он не захотел оставлять театр.
В 1992 году комедийный дуэт «Сладкая жизнь» (вместе с Агопьяном) вливается в одесскую комик-труппу «Маски». Также дуэт отметился в популярном для украинского зрителя «Шоу Долгоносиков».
В 1995 году дуэт «Сладкая жизнь» вышел из состава «Масок» и объединился с клоун-группой «Магазин Фу» (Татьяна Иванова, Сергей Гладков и Вадим Набоков). С 1996 года принимает участие в юмористической программе «Каламбур» и ситкомах «Комедийный квартет», «Комедийный коктейль» и «Дружная семейка» в качестве режиссёра-постановщика. Стыцковский выступал в качестве центральной фигуры в «Каламбуре»: он вёл её, ставил скетчи, исполнял несколько ролей, самые известные из которых: рокер и повар (оба — Бар «Каламбур»), командор (Крутое пике) и майор (Железный капут).
С 10 сентября 2007 года, в преддверии парламентских выборов, на украинском канале ТЕТ выходила информационно-аналитическая передача «Пупсня», автором, режиссёром и продюсером которой стал Юрий Стыцковский. Концепция передачи состояла в том, что куклы известных украинских политиков (Виктор Ющенко, Виктор Янукович, Юлия Тимошенко, Наталья Витренко и др.) под присмотром куклы Савика Шустера играли в ток-шоу наподобие «Свободы слова».

## Семья
- Первая жена Эвелина Блёданс (род, 05.04.1969) — известная актриса, участница комик-труппы «Маски». Поженились в 1993 году, после 7 лет совместной жизни, но брак продлился 2 месяца.
- Вторая жена (с 1995 года) — Ирина Козырь, являвшаяся исполнительным продюсером тележурнала «Каламбур». Дочь Екатерина, от первого брака.

22 мая 2002 года в браке родился общий сын Николай.

## Фильмография

### Актёрские работы в кино
- 2001—2003 — Дружная семейка — Василий Степанович Вольский
- 2006 — Счастье по рецепту — музыковед
- 2006 — Один в Новогоднюю ночь — Эдуард Вениаминович
- 2007 — Вечерняя сказка — Миша Лисовой
- 2007 — Любимый по найму — Иван
- 2008 — Одинокий ангел — Аркадий
- 2012 — Одесса-мама — Колдыбин

### Режиссёрские работы в кино
- 2001—2003 — Дружная семейка
- 2006 — Один в Новогоднюю ночь
- 2007 — Вечерняя сказка
- 2007 — Любимый по найму
- 2007 — Ты всегда будешь со мной?
- 2007 — Света с того света
- 2008 — Глупая звезда
- 2008 — Одинокий ангел
- 2022 — Майор Perdunescu, или Хроники 13-го отдела

### Сценарные работы в кино
- 2001—2003 — Дружная семейка
- 2006 — Один в Новогоднюю ночь

### Продюсерские работы в кино
- 2008 — Одинокий ангел

### Актёрские работы на телевидении
- 1991—1995 — Маски-шоу — разные роли
- 1995—1998 — Джентльмен-шоу — разные роли
- 1996—2001 — Каламбур — Ведущий / Командор / Рокер / Повар, Командир майор барон фон Швальцкопф XII и др.
- 2000—2002 — Комедийный квартет — Юрий Козлов / Миссис Хадсон / Пан фельдшер
- 2002—2005 — Комедийный коктейль — Юрий Лебедев
- 2009 — Йохан и Мария[3] — Лёнчик

### Режиссёрские работы на телевидении
- 1996—2001 — Каламбур
- 2001—2002 — Комедийный квартет
- 2002—2005 — Комедийный коктейль
- 2009 — Йохан и Мария

### Сценарные работы на телевидении
- 1996—2001 — Каламбур
- 2002—2005 — Комедийный коктейль

### Продюсерские работы на телевидении
- 2001—2002 — Комедийный квартет
- 2002—2005 — Комедийный коктейль
- 2002 — Маленькие истории большого города[4]
- 2009 — Йохан и Мария